# Thilo Mischke

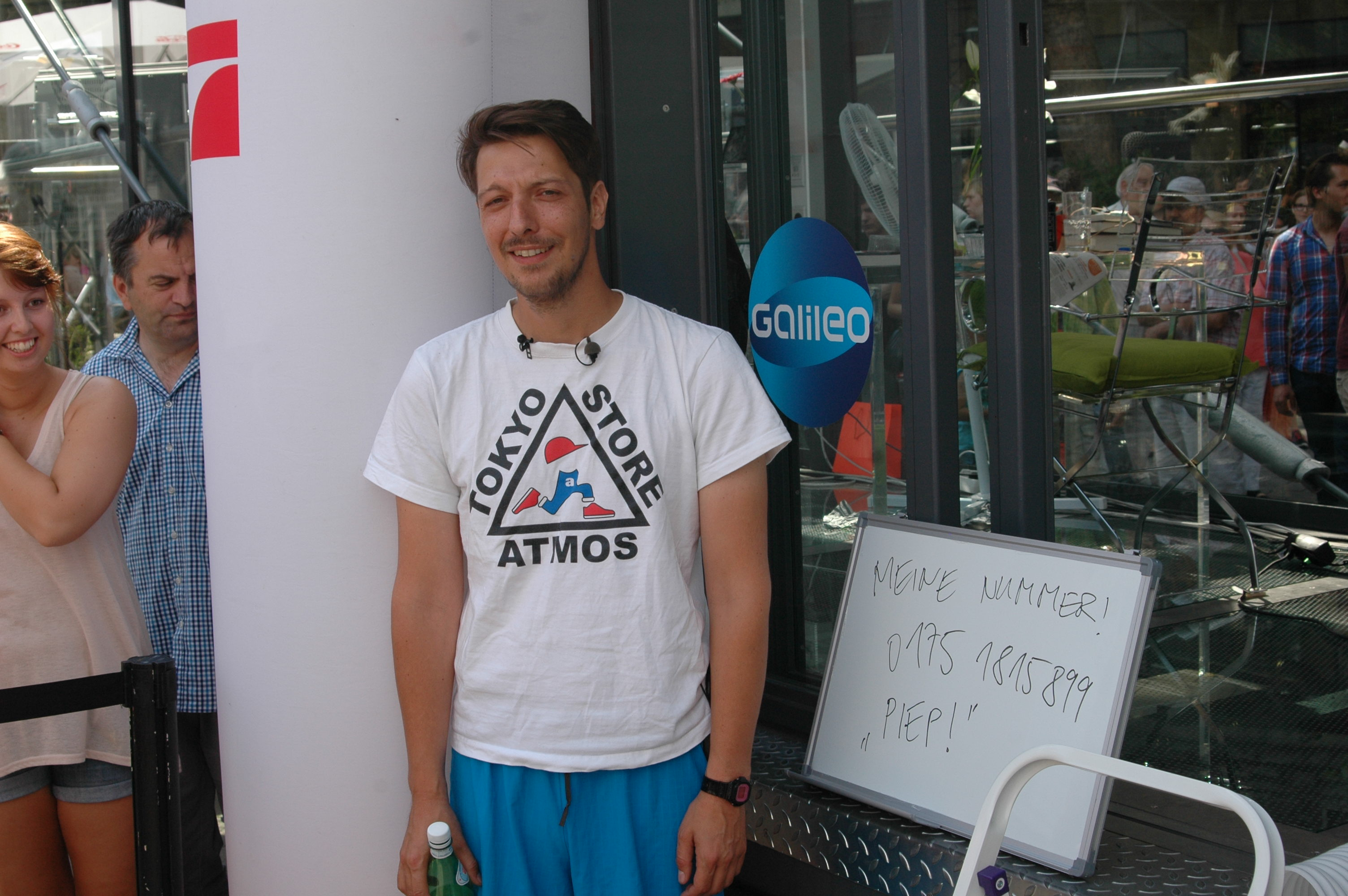
Thilo Mischke vor seinem Glaskasten auf dem Burgplatz in Essen (2014)

Thilo Mischke (* 4. März 1981 in Ost-Berlin) ist ein deutscher Journalist, Autor und Fernsehmoderator.

## Werdegang und Wirken
Mischke wuchs als Sohn von Buchhändlern mit Geschäft in der Frankfurter Allee in Berlin auf. Nach seinem Abitur studierte Mischke Japanologie und Kulturwissenschaften an der Humboldt-Universität zu Berlin. 2003 wurde sein erster Text im Gesellschaftsmagazin Dummy veröffentlicht. Er absolvierte von 2004 bis 2006 ein Volontariat beim mittlerweile eingestellten Videospielmagazin GEE. 2005 und 2006 erhielt er den ALEX-Preis der Spiele-Autoren-Zunft für die Reportagen Planspiel Ost – Videospiele in der DDR und Lauschangriff – Blinde Videospieler.
Im Anschluss gründete er die Textagentur plusquamperfekt – textproduktion sowie etwas später das Filmbüro partizipzwei – bewegtbildproduktion und war als freier Redakteur für den dpa-Themendienst, das Lifestylemagazin VICE, Prinz, GQ, Playboy, NEON, Penthouse, Cosmopolitan, Musikexpress und Die Zeit tätig. Ab Oktober 2007 war er stellvertretender Chefredakteur des Sony Magazins. Von April 2011 bis Dezember 2011 schrieb er die monatliche Sexkolumne für den Deutschlandteil des Magazins Prinz.
Von September 2011 bis August 2013 war er Pauschalist für die Bild am Sonntag. Er wechselte im September 2013 als Reporter zum Stern und im Oktober 2016 zum Focus. Von Januar 2012 bis August 2016 schrieb Mischke eine monatliche Kolumne in der GQ mit dem Titel Zone 30, ab Januar 2014 außerdem eine monatliche Kolumne in der Frauenzeitschrift Jolie. Außerdem erschien ab März 2016 in der Kundenzeitschrift der Deutschen Bahn, mobil, eine Kolumne, in der Mischke Begegnungen mit anderen Zugreisenden beschrieb.
2010 veröffentlichte er das Buch In 80 Frauen um die Welt – dies, nachdem er mit Freunden eine Wette abgeschlossen hatte, auf einer Weltreise mit 80 Frauen zu schlafen. Das Buch wurde ins Niederländische und Ungarische übersetzt. 2011 folgte gemeinsam mit Dietlind Tornieporth das Buch Wir intim. 2013 legte er Die Frau fürs Leben braucht keinen großen Busen vor. 2019 folgte sein Werk Die Isländer, die Elfen und ich. Unterwegs in einem sagenhaften Land. Im Juli 2012 wurde auf ProSieben die Dokumentation Unter fremden Decken – Auf der Suche nach dem besten Sex der Welt mit Thilo Mischke und Paula Lambert ausgestrahlt. Im November 2013 folgte die Fortsetzung Unter fremden Decken 2 – Auf der Suche nach dem besten Sex der Welt. Er fungierte in beiden Sendungen auch als Ko-Produzent.
Von Juli 2013 bis Juni 2014 war Mischke Moderator der Talkshow Heiß & Fettig! bei ZDFneo. Er moderierte 2013 zudem mehrere Male die Radiosendung Lateline zusammen mit Caroline Korneli. Im September 2014 nahm er mit dem Team der ProSieben-Fernsehsendung Galileo an einem Glashaus-Experiment in Essen teil. Dort konnte man ihn eine Woche Tag und Nacht beim Schlafen, Essen und Surfen beobachten. Dies wurde auch im Internet in einem 24-Stunden-Livestream ausgestrahlt.
Seit 2016 produziert und moderiert Mischke die Doku-Reihe Uncovered auf ProSieben. Im September 2020 sendete ProSieben die Dokumentation Rechts. Deutsch. Radikal., für die Mischke 18 Monate lang recherchiert hatte. Die Dokumentation wurde von 1,33 Millionen Menschen in der Altersgruppe der 14- bis 49-Jährigen gesehen und war damit Rekordhalter an dem Abend. Mischke beleuchtet darin die rechte Szene in Deutschland und führt Gespräche mit Anhängern und Mitgliedern rechter Bewegungen. Die Dokumentation zeigt eine heimlich mitgeschnittene Unterhaltung einer YouTuberin mit Lüth. Infolge der Veröffentlichung entließ die Partei Alternative für Deutschland den schon zuvor von führenden Positionen entlassenen Sprecher Christian Lüth. Im März 2022 veröffentlichte Mischke das Buch Alles muss raus, in dem er Antworten auf die großen Fragen des Lebens sucht und von einschneidenden Erlebnissen auf seinen Reisen erzählt. Das Buch wurde zum Spiegel-Bestseller.

## Kontroverse um Ankündigung als ttt-Moderator
Im Dezember 2024 kündigte ihn die ARD als Nachfolger von Max Moor für die Moderation des Kulturmagazins ttt – titel, thesen, temperamente im Wechsel mit Siham El-Maimouni an. Die Ernennung Mischkes führte zu einer von den Journalistinnen Annika Brockschmidt, Rebekka Endler, Isabella Caldart und Anja Rützel begonnenen Debatte. Kritisiert wurden Äußerungen über Frauen, Geschlechterverhältnisse und Sexualität, die er in Büchern, Kolumnen und Podcasts getätigt hatte.
Mischke behauptete 2019 in einem Podcast, der Urmensch sei ausgestorben, weil er „zu zärtlich“ zu Frauen gewesen sei, und der heutige Homo sapiens habe im Gegensatz zum Urmenschen überlebt, weil er Frauen vergewaltigt habe. Bei den Frauen hätten wiederum nur jene überlebt, die den „Gendefekt“ gehabt hätten, dass sie trotz Vergewaltigung eine „feuchte Vagina“ bekommen hätten. Außerdem sei Vergewaltigung etwas „Urmännliches“, das dem modernen Mann nur „abgewöhnt“ worden sei. Die Aussagen wurden vielfach als Vergewaltigungsmythos gedeutet. Der Wissenschaftsjournalist Markus Pössel kritisierte in SciLogs die Verbreitung dieser „kruden Thesen“, die nicht dem Stand der Wissenschaft entsprächen. Rebekka Endler schrieb in Übermedien, „die zentrale Frage ist, ob ein Mann, der im Jahr 2024 zu glauben scheint, dass sexualisierte Gewalt in der Natur des Mannes liege […], der geeignetste Kandidat für die Moderation eines der wichtigsten deutschen Kulturmagazine [im] öffentlich-rechtlichen Rundfunk ist“. Mischke äußerte später, dass das Zitat aus dem Kontext gerissen worden sei. Die These, die er im Podcast als „meine These“ bezeichnet hatte, habe er nur diskutiert, sie sei aber nicht seine Meinung.
Auch in Mischkes Büchern In 80 Frauen um die Welt (2010) und Die Frau fürs Leben braucht keinen großen Busen (2013) sind Kritikern zufolge sexistische, misogyne und rassistische Äußerungen über Frauen und Sexualität, bis hin zu Gewalt- und Vergewaltigungsfantasien enthalten. Gleichzeitig betonte Mischke zu verschiedenen Gelegenheiten den dokumentarischen Charakter der Bücher. Im Nachwort von In 80 Frauen um die Welt schrieb Mischke: „Diese Reise hat stattgefunden, ich muss mich nicht rechtfertigen.“ 2025 äußerte Mischke jedoch, dass er viel früher hätte deutlich machen sollen, dass alle Sexszenen erfunden seien. Zuvor hatte Mischke sich bereits von Titel und Inhalt des Buches distanziert und den Druck einer Neuauflage untersagen lassen.
Die ARD verteidigte trotz der medialen Kritik die Wahl Mischkes als Moderator von ttt und hielt zunächst an ihrer Entscheidung fest. Mehr als 100 Autoren und Kulturschaffende protestierten daraufhin mit einem offenen Brief an die ARD gegen die Entscheidung; und die Gleichstellungsinitiative ProQuote forderte „Aufarbeitung und Prävention“. Neben der breiten Kritik und dem offenen Brief gab es aber auch Meinungsbeiträge, welche die Vorwürfe als nicht gravierend bewerteten oder das Diskussionsklima kritisierten. Am 4. Januar 2025 wurde seitens der ARD gemeldet, dass Mischke nicht mehr Moderator der Sendung werden solle. In einem Interview kritisierte Mischke 2025 die Umstände der Vertragsauflösung und behielt sich rechtliche Schritte vor.

## Sonstiges
Mischkes Großvater wurde im Jahr 1936 ins KZ Sachsenhausen deportiert. Er emigrierte in die Niederlande. Mischke ist, genauso wie sein Großvater, Mitglied der SPD.

## Bücher
- In 80 Frauen um die Welt. Riva, München 2010, ISBN 978-3-86883-052-1.
- mit Dietlind Tornieporth: Wir, intim. Das Sexbuch. Heyne, München 2011, ISBN 978-3-453-63006-2.
- Die Frau fürs Leben braucht keinen großen Busen. Knaur, München 2013, ISBN 978-3-426-78517-1.
- Huh! Die Isländer, die Elfen und ich. Unterwegs in einem sagenhaften Land. Ullstein, Berlin 2017, ISBN 978-3-86493-052-2.
- Alles muss raus. Notizen vom Rand der Welt. Droemer Knaur, München 2022, ISBN 978-3-426-27872-7.

## Fernseharbeiten (Auswahl)
- 2012: Unter fremden Decken – Auf der Suche nach dem besten Sex der Welt (ProSieben)
- 2013: Berlinale Randale[32] (Tele 5)
- 2013: Unter fremden Decken 2 – Die Suche nach dem besten Sex der Welt geht weiter (ProSieben)
- 2013–2014: Heiß & Fettig! (ZDFneo)
- 2014: We Are Watching You[33] (ProSieben)
- 2014: Quickies[34] (Sixx)
- seit 2016: Uncovered[35] (ProSieben)
- 2019: ProSieben Spezial – Deutsche an der ISIS-Front (ProSieben)
- 2020: ProSieben Spezial – Rechts. Deutsch. Radikal. (ProSieben)
- 2021: Das Erbe des Dschihad: Was tun mit Deutschlands IS-Terroristen? (ProSieben)
- 2021: Joko & Klaas gegen ProSieben (Gastmoderation) (ProSieben)
- 2023: Giftig. Unzerstoerbar. Thilo Mischke auf den Spuren toedlicher Chemikalien. (ProSieben)

## Auszeichnungen und Nominierungen
- 2005: 1. Preis der Spiele-Autoren-Zunft für die Reportage Planspiel: Ost, veröffentlicht im Gee-Magazin (Ausgabe 09/2004)[36]
- 2006: 1. Preis der Spiele-Autoren-Zunft für die Reportage Lauschangriff, veröffentlicht im Gee-Magazin (Ausgabe 09/2005)
- 2012: BCP-Award 2012 – CP Excellence für die Reportage Alarm auf dem Ponyhof, veröffentlicht im Nissan-Magazin (Ausgabe 04/2011)
- 2017: DAFF – Deutsche Akademie für Fernsehen, nominiert in der Kategorie Fernsehjournalismus für Uncovered – Thilo Mischke und die Macht der Gewalt[37]
- 2018: Deutscher Fernsehpreis, nominiert in der Kategorie „bestes Infotainment“ für Uncovered[38]
- 2019: Deutscher Fernsehpreis, nominiert in der Kategorie „bestes Infotainment“ für Uncovered[39]
- 2020: Bayerischer Fernsehpreis 2020 für seine ProSieben-Reportage Deutsche an der ISIS-Front in der Kategorie Information[40]
- 2020: Medium Magazin Journalist des Jahres – Kategorie: Reportage National[41]
- 2021: Preis der Deutschen Akademie für Fernsehen in der Kategorie Fernsehjournalismus für „ProSieben Spezial–Rechts. Deutsch. Radikal“
- 2023: Deutscher Fernsehpreis in der Kategorie Beste Dokumentation/Reportage für „ProSieben Spezial – Verlassen und Vergessen? Afghanistan im Griff der Taliban“
- 2023: DAfFNE Award in der Kategorie Fernsehjournalismus für „ProSieben THEMA. Afghanistan im Griff der Taliban“[42]